# Antonio Márquez Allison
Antonio Enrique Márquez Allison (Santiago, 30 de septiembre de 1944-11 de noviembre de 2019) fue un periodista, publicista, profesor e historiador chileno.

## Biografía
Hijo de Antonio Márquez Calvo y Lilly Alison Chacón.
Titulado como periodista en la Universidad de Chile, fue publicista y miembro de la Academia de Historia Militar de Chile.
Como publicista fue director creativo de las agencias McCann Erickson, J. Walter Thompson y Promoplan entre otras. Fue fundador de la carrera de periodismo y publicidad de la Universidad Central de Chile.
Como periodista fue parte del equipo fundador de la Revista del Domingo del diario El Mercurio, y también de Televisión Nacional de Chile (TVN). En radio participó en los programas Chile, nuestra Tierra, la Historia como a usted le gusta e Historia de las calles de Agricultura y Música y músicos de Beethoven. En televisión trabajó en TV Tiempo de TVN, El Termómetro de Chilevisión, un noticiero en La Red, fue libretista, ilustrador y conductor de Caminando por la Historia del canal de la Cámara de Diputados, y hasta antes de su muerte en el programa Redescubriendo la historia en C13.
Fue voluntario honorario del Cuerpo de Bomberos de Santiago en la 3a. y 14.ª Compañías de Bomberos  "Fundador José Luis Claro" y The British and Commonwealth Fire & Rescue Company, respectivamente.